# Międzyszkolny Klub Sportowy Muszynianka 2011-2012
Questa voce raccoglie le informazioni riguardanti il Międzyszkolny Klub Sportowy Muszynianka nelle competizioni ufficiali della stagione 2011-2012.

## Organigramma societario
Area direttiva
- Presidente: Grzegorz Jeżowski

Area tecnica
- Allenatore: Bogdan Serwiński

## Rosa
| N° | Nome                 | Ruolo | Data di nascita   | Nazionalità sportiva |
| -- | -------------------- | ----- | ----------------- | -------------------- |
| 1  | Anna Barańska        | S     | 14 maggio 1984    | Polonia              |
| 2  | Mariola Barbachowska | L     | 3 luglio 1982     | Polonia              |
| 3  | Rachel Rourke        | S     | 1º ottobre 1988   | Australia            |
| 4  | Caroline Wensink     | C     | 4 agosto 1984     | Paesi Bassi          |
| 5  | Magdalena Piątek     | S/O   | 10 settembre 1984 | Polonia              |
| 6  | Agnieszka Bednarek   | C     | 20 febbraio 1986  | Polonia              |
| 7  | Joanna Kaczor        | S/O   | 16 settembre 1984 | Polonia              |
| 8  | Paulina Gajewska     | L     | 6 agosto 1985     | Polonia              |
| 9  | Agnieszka Śrutowska  | P     | 30 agosto 1978    | Polonia              |
| 11 | Kinga Kasprzak       | S     | 12 giugno 1987    | Polonia              |
| 12 | Milena Sadurek       | P     | 18 ottobre 1984   | Polonia              |
| 13 | Katarzyna Biel       | C     | 21 settembre 1981 | Polonia              |
| 17 | Vesna Čitaković      | C     | 3 febbraio 1979   | Serbia               |
| 18 | Debby Stam           | S     | 24 luglio 1984    | Paesi Bassi          |